# Abierto de Estados Unidos 2022
El Abierto de Estados Unidos fue la edición número 142 y el último evento de Grand Slam del año. Se llevó a cabo en canchas duras al aire libre en el Centro Nacional de Tenis Billie Jean King de la USTA en la ciudad de Nueva York desde el 29 de agosto hasta el 11 de septiembre de 2022. Fue un evento de la Federación Internacional de Tenis (ITF, por su sigla en inglés) que formó parte del ATP Tour 2022 y del WTA Tour 2022.
Al igual lo que pasó en el Abierto de Australia no contaron con la presencia de los tenistas hombres y mujeres que no estaban con la pauta completa de vacunación contra el virus que provoca el coronavirus, entre los cuales eran Novak Djokovic y por si llegaba a haber restricciones, debido a las variantes y subvariantes que está acarreando el COVID-19, y a la vez si hay un evento de propagación de contagio debido al brote de viruela, que está aconteciendo en estos momentos, pero sí con la vuelta de los tenistas rusos y bielorrusos, quienes fueron vetados en Wimbledon por la Invasión rusa de Ucrania de 2022, de la que deberán jugar bajo bandera neutral.

## Puntos y premios

### Distribución de puntos

#### Séniors
| Evento               | G    | F    | SF  | CF  | R16 | R32 | R64 | R128 |
| Individual masculino | 2000 | 1200 | 720 | 360 | 180 | 90  | 45  | 10   |
| Dobles masculino     | 1000 | 600  | 360 | 180 | 90  | 0   | —   | —    |
| Individual femenino  | 2000 | 1300 | 780 | 430 | 240 | 130 | 70  | 10   |
| Dobles femenino      | 1000 | 650  | 390 | 215 | 120 | 10  | —   | —    |

#### Silla de ruedas
| Evento           | G   | F   | SF  | CF  |
| Individual       | 800 | 500 | 375 | 100 |
| Dobles           | 800 | 500 | 100 | —   |
| Quad* Individual | 800 | 500 | 375 | 100 |
| Quad* Dobles     | 800 | 100 | —   | —   |

* Categoría específica de tenis en silla de ruedas

### Premios monetarios
| Evento     | G             | F             | SF          | CF          | R16         | R32         | R64         | R128       | C3         | C2         | C1         |
| Individual | 2 600 000 US$ | 1 300 000 US$ | 705 000 US$ | 445 000 US$ | 278 000 US$ | 188 000 US$ | 121 000 US$ | 80 000 US$ | 33 000 US$ | 21 000 US$ | 15 000 US$ |
| Dobles     | 688 000 US$   | 344 000 US$   | 172 000 US$ | 97 500 US$  | 56 400 US$  | 35 800 US$  | 21 300 US$  | —          | —          | —          | —          |

## Sumario

### Día 1 (29 de agosto)
- Cabezas de serie eliminados:
  - Individual masculino:  Stefanos Tsitsipas [4],  Taylor Fritz [10],  Roberto Bautista [16],  Francisco Cerúndolo [24],  Maxime Cressy [30],  Nikoloz Basilashvili [31]
  - Individual femenino:  Simona Halep [7],  Daria Kasatkina [10],  Martina Trevisan [27],  Jil Teichmann [30]
- Orden de juego

| Partidos en los estadios principales                 | Partidos en los estadios principales | Partidos en los estadios principales | Partidos en los estadios principales |
| Partidos en el Arthur Ashe Stadium                   | Partidos en el Arthur Ashe Stadium   | Partidos en el Arthur Ashe Stadium   | Partidos en el Arthur Ashe Stadium   |
| Evento                                               | Ganador                              | Perdedor                             | Marcador                             |
| ---------------------------------------------------- | ------------------------------------ | ------------------------------------ | ------------------------------------ |
| Individual masculino - Primera ronda                 | Daniil Medvédev [1]                  | Stefan Kozlov                        | 6-2, 6-4, 6-0                        |
| Individual femenino - Primera ronda                  | Cori Gauff [12]                      | Leolia Jeanjean [Q]                  | 6-2, 6-3                             |
| Individual femenino - Primera ronda                  | Serena Williams [PR]                 | Danka Kovinić                        | 6-3, 6-3                             |
| Individual masculino - Primera ronda                 | Nick Kyrgios [23]                    | Thanasi Kokkinakis                   | 6-3, 6-4, 7-6(7-4)                   |
| Partidos en el Louis Armstrong Stadium               |                                      |                                      |                                      |
| Evento                                               | Ganador                              | Perdedor                             | Marcador                             |
| Individual masculino - Primera ronda                 | Andy Murray                          | Francisco Cerúndolo [24]             | 7-5, 6-3, 6-3                        |
| Individual femenino - Primera ronda                  | Daria Snigur [Q]                     | Simona Halep [7]                     | 6-2, 0-6, 6-4                        |
| Individual femenino - Primera ronda                  | Madison Keys [20]                    | Dayana Yastremska                    | 7-6(7-3), 6-3                        |
| Individual masculino - Primera ronda                 | Daniel Elahi Galán [Q]               | Stefanos Tsitsipas [4]               | 6-0, 6-1, 3-6, 7-5                   |
| Individual femenino - Primera ronda                  | Leylah Fernandez [14]                | Océane Dodin                         | 6-3, 6-4                             |
| Partidos en el Grandstand                            |                                      |                                      |                                      |
| Evento                                               | Ganador                              | Perdedor                             | Marcador                             |
| Individual femenino - Primera ronda                  | María Sákkari [3]                    | Tatjana Maria                        | 6-4, 3-6, 6-0                        |
| Individual femenino - Primera ronda                  | Bianca Andreescu                     | Harmony Tan                          | 6-0, 3-6, 6-1                        |
| Individual masculino - Primera ronda                 | Félix Auger-Aliassime [6]            | Alexander Ritschard [Q]              | 6-3, 6-4, 3-6, 6-3                   |
| Individual masculino - Primera ronda                 | Brandon Holt [Q]                     | Taylor Fritz [10]                    | 6-7(3-7), 7-6(7-1), 6-3, 6-4         |
| Fondo de color indica un partido de la rama femenina |                                      |                                      |                                      |

### Día 2 (30 de agosto)
- Cabezas de serie eliminados:
  - Individual femenino:  Emma Raducanu [11],  Jeļena Ostapenko [16],  Amanda Anisimova [24],  Elena Rybakina [25],  Elise Mertens [32]
- Orden de juego

| Partidos en los estadios principales                 | Partidos en los estadios principales | Partidos en los estadios principales | Partidos en los estadios principales |
| Partidos en el Arthur Ashe Stadium                   | Partidos en el Arthur Ashe Stadium   | Partidos en el Arthur Ashe Stadium   | Partidos en el Arthur Ashe Stadium   |
| Evento                                               | Ganador                              | Perdedor                             | Marcador                             |
| ---------------------------------------------------- | ------------------------------------ | ------------------------------------ | ------------------------------------ |
| Individual masculino - Primera ronda                 | Carlos Alcaraz [3]                   | Sebastián Báez                       | 7-5, 7-5, 2-0, ret.                  |
| Individual femenino - Primera ronda                  | Alison van Uytvanck                  | Venus Williams [WC]                  | 6-1, 7-6(7-5)                        |
| Individual masculino - Primera ronda                 | Rafael Nadal [2]                     | Rinky Hijikata [WC]                  | 4-6, 6-2, 6-3, 6-3                   |
| Individual femenino - Primera ronda                  | Danielle Collins [19]                | Naomi Osaka                          | 7-6(7-5), 6-3                        |
| Partidos en el Louis Armstrong Stadium               |                                      |                                      |                                      |
| Evento                                               | Ganador                              | Perdedor                             | Marcador                             |
| Individual femenino - Primera ronda                  | Iga Świątek [1]                      | Jasmine Paolini                      | 6-3, 6-0                             |
| Individual femenino - Primera ronda                  | Sloane Stephens                      | Greet Minnen                         | 1-6, 6-3, 6-3                        |
| Individual masculino - Primera ronda                 | Jannik Sinner [11]                   | Daniel Altmaier                      | 5-7, 6-2, 6-1, 3-6, 6-1              |
| Individual femenino - Primera ronda                  | Alizé Cornet                         | Emma Raducanu [11]                   | 6-3, 6-3                             |
| Individual masculino - Primera ronda                 | Diego Schwartzman [14]               | Jack Sock                            | 3-6, 5-7, 6-0, 1-0, ret.             |
| Partidos en el Grandstand                            |                                      |                                      |                                      |
| Evento                                               | Ganador                              | Perdedor                             | Marcador                             |
| Individual femenino - Primera ronda                  | Jessica Pegula [18]                  | Viktorija Golubic [Q]                | 6-2, 6-2                             |
| Individual masculino - Primera ronda                 | John Isner                           | Federico Delbonis [Q]                | 6-3, 6-1, 7-5                        |
| Individual masculino - Primera ronda                 | Marin Čilić [15]                     | Maximilian Marterer [Q]              | 6-3, 6-2, 7-5                        |
| Individual femenino - Primera ronda                  | Yulia Putintseva                     | Amanda Anisimova [24]                | 6-3, 6-3                             |
| Fondo de color indica un partido de la rama femenina |                                      |                                      |                                      |

### Día 3 (31 de agosto)
- Cabezas de serie eliminados:
  - Individual masculino:  Félix Auger-Aliassime [6],  Botic van de Zandschulp [21]
  - Individual femenino:  Anett Kontaveit [2],  María Sákkari [3],  Leylah Fernandez [14],  Beatriz Haddad Maia [15],  Barbora Krejčíková [23]
  - Dobles masculino:  Marcel Granollers /  Horacio Zeballos [5],  Nicolas Mahut /  Édouard Roger-Vasselin [16]
- Orden de juego

| Partidos en los estadios principales                 | Partidos en los estadios principales | Partidos en los estadios principales | Partidos en los estadios principales |
| Partidos en el Arthur Ashe Stadium                   | Partidos en el Arthur Ashe Stadium   | Partidos en el Arthur Ashe Stadium   | Partidos en el Arthur Ashe Stadium   |
| Evento                                               | Ganador                              | Perdedor                             | Marcador                             |
| ---------------------------------------------------- | ------------------------------------ | ------------------------------------ | ------------------------------------ |
| Individual masculino - Segunda ronda                 | Andy Murray                          | Emilio Nava [WC]                     | 5-7, 6-3, 6-1, 6-0                   |
| Individual femenino - Segunda ronda                  | Cori Gauff [12]                      | Elena-Gabriela Ruse                  | 6-2, 7-6(7-4)                        |
| Individual femenino - Segunda ronda                  | Serena Williams [PR]                 | Anett Kontaveit [2]                  | 7-6(7-4), 2-6, 6-2                   |
| Individual masculino - Segunda ronda                 | Daniil Medvédev [1]                  | Arthur Rinderknech                   | 6-2, 7-5, 6-3                        |
| Partidos en el Louis Armstrong Stadium               |                                      |                                      |                                      |
| Evento                                               | Ganador                              | Perdedor                             | Marcador                             |
| Individual femenino - Segunda ronda                  | Xiyu Wang                            | María Sákkari [3]                    | 3-6, 7-5, 7-5                        |
| Individual femenino - Segunda ronda                  | Madison Keys [20]                    | Camila Giorgi                        | 6-4, 5-7, 7-6(10-6)                  |
| Individual masculino - Segunda ronda                 | Nick Kyrgios [23]                    | Benjamin Bonzi                       | 7-6(7-3), 6-4, 4-6, 6-4              |
| Individual masculino - Segunda ronda                 | Jack Draper                          | Félix Auger-Aliassime [6]            | 6-4, 6-4, 6-4                        |
| Individual femenino - Segunda ronda                  | Bianca Andreescu                     | Beatriz Haddad Maia [15]             | 6-2, 6-4                             |
| Partidos en el Grandstand                            |                                      |                                      |                                      |
| Evento                                               | Ganador                              | Perdedor                             | Marcador                             |
| Individual femenino - Segunda ronda                  | Ons Jabeur [5]                       | Elizabeth Mandlik [WC]               | 7-5, 6-2                             |
| Individual masculino - Segunda ronda                 | Matteo Berrettini [13]               | Hugo Grenier [LL]                    | 2-6, 6-1, 7-6(7-4), 7-6(9-7)         |
| Individual masculino - Segunda ronda                 | Tommy Paul [29]                      | Sebastian Korda                      | 6-0, 3-6, 4-6, 6-3, 6-4              |
| Individual femenino - Segunda ronda                  | Liudmila Samsonova                   | Leylah Fernandez [14]                | 6-3, 7-6(7-3)                        |
| Fondo de color indica un partido de la rama femenina |                                      |                                      |                                      |

### Día 4 (1 de septiembre)
- Cabezas de serie eliminados:
  - Individual masculino:  Hubert Hurkacz [8],  Grigor Dimitrov [17],  Borna Ćorić [25],  Miomir Kecmanović [32]
  - Individual femenino:  Paula Badosa [4],  Ekaterina Alexandrova [28]
  - Dobles masculino:  Rohan Bopanna /  Matwé Middelkoop [9],  Santiago González /  Andrés Molteni [14]
  - Dobles femenino:  Cori Gauff /  Jessica Pegula [2]
  - Dobles mixto:  Giuliana Olmos /  Marcelo Arévalo [3],  Zhaoxuan Yang /  Rohan Bopanna [6]
- Orden de juego

| Partidos en los estadios principales                 | Partidos en los estadios principales    | Partidos en los estadios principales     | Partidos en los estadios principales |
| Partidos en el Arthur Ashe Stadium                   | Partidos en el Arthur Ashe Stadium      | Partidos en el Arthur Ashe Stadium       | Partidos en el Arthur Ashe Stadium   |
| Evento                                               | Ganador                                 | Perdedor                                 | Marcador                             |
| ---------------------------------------------------- | --------------------------------------- | ---------------------------------------- | ------------------------------------ |
| Individual femenino - Segunda ronda                  | Iga Świątek [1]                         | Sloane Stephens                          | 6-3, 6-2                             |
| Individual masculino - Segunda ronda                 | Carlos Alcaraz [3]                      | Federico Coria                           | 6-2, 6-1, 7-5                        |
| Dobles femenino - Primera ronda                      | Lucie Hradecká Linda Nosková            | Serena Williams [WC] Venus Williams [WC] | 7-6(7-5), 6-4                        |
| Individual masculino - Segunda ronda                 | Rafael Nadal [2]                        | Fabio Fognini                            | 2-6, 6-4, 6-2, 6-1                   |
| Partidos en el Louis Armstrong Stadium               |                                         |                                          |                                      |
| Evento                                               | Ganador                                 | Perdedor                                 | Marcador                             |
| Individual femenino - Segunda ronda                  | Jessica Pegula [8]                      | Aliaksandra Sasnovich                    | 6-4, 6-4                             |
| Individual masculino - Segunda ronda                 | Jannik Sinner [11]                      | Christopher Eubanks [Q]                  | 6-4, 7-6(10-8), 6-2                  |
| Individual femenino - Segunda ronda                  | Garbiñe Muguruza [9]                    | Linda Fruhvirtová [Q]                    | 6-0, 6-4                             |
| Individual femenino - Segunda ronda                  | Danielle Collins [18]                   | Cristina Bucșa [Q]                       | 6-2, 7-5                             |
| Dobles masculino - Primera ronda                     | Thanasi Kokkinakis [8] Nick Kyrgios [8] | Hugo Gaston Lorenzo Musetti              | 4-6, 6-3, 6-4                        |
| Partidos en el Grandstand                            |                                         |                                          |                                      |
| Evento                                               | Ganador                                 | Perdedor                                 | Marcador                             |
| Individual masculino - Segunda ronda                 | Jenson Brooksby                         | Borna Ćorić [25/PR]                      | 6-4, 7-6(12-10), 6-1                 |
| Individual femenino - Segunda ronda                  | Alizé Cornet                            | Kateřina Siniaková                       | 6-1, 1-6, 6-3                        |
| Individual femenino - Segunda ronda                  | Petra Kvitová [21]                      | Anhelina Kalinina                        | walkover                             |
| Dobles femenino - Primera ronda                      | Cori Gauff [2] Jessica Pegula [2]       | Leylah Fernandez Daria Saville           | 3-6, 7-5, 7-6(10-5)                  |
| Individual masculino - Segunda ronda                 | Frances Tiafoe [22]                     | Jason Kubler                             | 7-6(7-3), 7-5, 7-6(7-2)              |
| Fondo de color indica un partido de la rama femenina |                                         |                                          |                                      |

### Día 5 (2 de septiembre)
- Cabezas de serie eliminados:
  - Individual masculino:  Álex de Miñaur [18],  Tommy Paul [29]
  - Individual femenino:  Madison Keys [20],  Shelby Rogers [31]
  - Dobles masculino:  Ivan Dodig /  Austin Krajicek [7],  Jamie Murray /  Bruno Soares [10],  Kevin Krawietz /  Andreas Mies [12]
  - Dobles femenino:  Veronika Kudermetova /  Elise Mertens [1],  Alicja Rosolska /  Erin Routliffe [16]
  - Dobles mixto:  Demi Schuurs /  Matwé Middelkoop [8]
- Orden de juego

| Partidos en los estadios principales                 | Partidos en los estadios principales | Partidos en los estadios principales | Partidos en los estadios principales   |
| Partidos en el Arthur Ashe Stadium                   | Partidos en el Arthur Ashe Stadium   | Partidos en el Arthur Ashe Stadium   | Partidos en el Arthur Ashe Stadium     |
| Evento                                               | Ganador                              | Perdedor                             | Marcador                               |
| ---------------------------------------------------- | ------------------------------------ | ------------------------------------ | -------------------------------------- |
| Individual masculino - Tercera ronda                 | Matteo Berrettini [13]               | Andy Murray                          | 6-4, 6-4, 6-7(1-7), 6-3                |
| Individual femenino - Tercera ronda                  | Cori Gauff [12]                      | Madison Keys [20]                    | 6-2, 6-3                               |
| Individual femenino - Tercera ronda                  | Ajla Tomljanović                     | Serena Williams [PR]                 | 7-5, 6-7(4-7), 6-1                     |
| Individual masculino - Tercera ronda                 | Daniil Medvédev [1]                  | Yibing Wu [Q]                        | 6-4, 6-2, 6-2                          |
| Partidos en el Louis Armstrong Stadium               |                                      |                                      |                                        |
| Evento                                               | Ganador                              | Perdedor                             | Marcador                               |
| Individual femenino - Tercera ronda                  | Ons Jabeur [5]                       | Shelby Rogers [31]                   | 4-6, 6-4, 6-3                          |
| Individual masculino - Tercera ronda                 | Casper Ruud [5]                      | Tommy Paul [29]                      | 7-6(7-3), 6-7(5-7), 7-6(7-2), 5-7, 6-0 |
| Individual femenino - Tercera ronda                  | Caroline Garcia [17]                 | Bianca Andreescu                     | 6-3, 6-2                               |
| Individual masculino - Tercera ronda                 | Nick Kyrgios [23]                    | Jeffrey John Wolf [WC]               | 6-4, 6-2, 6-3                          |
| Partidos en el Grandstand                            |                                      |                                      |                                        |
| Evento                                               | Ganador                              | Perdedor                             | Marcador                               |
| Dobles masculino - Segunda ronda                     | Rajeev Ram [1] Joe Salisbury [1]     | Aslán Karatsev Luke Saville          | 6-4, 6-3                               |
| Individual femenino - Tercera ronda                  | Veronika Kudermetova [18]            | Dalma Gálfi                          | 6-2, 6-0                               |
| Individual masculino - Tercera ronda                 | Karen Khachanov [27]                 | Jack Draper                          | 6-3, 4-6, 6-5, ret.                    |
| Individual masculino - Tercera ronda                 | Pablo Carreño [12]                   | Álex de Miñaur [18]                  | 6-1, 6-1, 3-6, 7-6(7-5)                |
| Fondo de color indica un partido de la rama femenina |                                      |                                      |                                        |

### Día 6 (3 de septiembre)
- Cabezas de serie eliminados:
  - Individual masculino:  Diego Schwartzman [14],  Denis Shapovalov [19],  Daniel Evans [20],  Lorenzo Musetti [26],  Holger Rune [28]
  - Individual femenino:  Garbiñe Muguruza [9],  Belinda Bencic [13]
  - Dobles mixto:  Jessica Pegula /  Austin Krajicek [5],  Ellen Perez /  Michael Venus [7]
- Orden de juego

| Partidos en los estadios principales                 | Partidos en los estadios principales | Partidos en los estadios principales | Partidos en los estadios principales |
| Partidos en el Arthur Ashe Stadium                   | Partidos en el Arthur Ashe Stadium   | Partidos en el Arthur Ashe Stadium   | Partidos en el Arthur Ashe Stadium   |
| Evento                                               | Ganador                              | Perdedor                             | Marcador                             |
| ---------------------------------------------------- | ------------------------------------ | ------------------------------------ | ------------------------------------ |
| Individual femenino - Tercera ronda                  | Jessica Pegula [8]                   | Yue Yuan [Q]                         | 6-2, 6-7(6-8), 6-0                   |
| Individual masculino - Tercera ronda                 | Carlos Alcaraz [3]                   | Jenson Brooksby                      | 6-3, 6-3, 6-3                        |
| Individual masculino - Tercera ronda                 | Rafael Nadal [2]                     | Richard Gasquet                      | 6-0, 6-1, 7-5                        |
| Individual femenino - Tercera ronda                  | Danielle Collins [19]                | Alizé Cornet                         | 6-4, 7-6(11-9)                       |
| Partidos en el Louis Armstrong Stadium               |                                      |                                      |                                      |
| Evento                                               | Ganador                              | Perdedor                             | Marcador                             |
| Individual femenino - Tercera ronda                  | Petra Kvitová [21]                   | Garbiñe Muguruza [9]                 | 5-7, 6-3, 7-6(12-10)                 |
| Individual femenino - Tercera ronda                  | Victoria Azarenka [26]               | Petra Martić                         | 6-3, 6-0                             |
| Individual masculino - Tercera ronda                 | Frances Tiafoe [22]                  | Diego Schwartzman [14]               | 7-6(9-7), 6-4, 6-4                   |
| Individual femenino - Tercera ronda                  | Iga Świątek [1]                      | Lauren Davis                         | 6-3, 6-4                             |
| Individual masculino - Tercera ronda                 | Jannik Sinner [11]                   | Brandon Nakashima                    | 3-6, 6-4, 6-1, 6-2                   |
| Partidos en el Grandstand                            |                                      |                                      |                                      |
| Evento                                               | Ganador                              | Perdedor                             | Marcador                             |
| Individual masculino - Tercera ronda                 | Cameron Norrie [7]                   | Holger Rune [28]                     | 7-5, 6-4, 6-1                        |
| Individual masculino - Tercera ronda                 | Andrey Rublev [9]                    | Denis Shapovalov [19]                | 6-4, 2-6, 6-7(3-7), 6-4, 7-6(10-7)   |
| Individual femenino - Tercera ronda                  | Karolína Plíšková [23]               | Belinda Bencic [13]                  | 5-7, 6-4, 6-3                        |
| Individual femenino - Tercera ronda                  | Aryna Sabalenka [6]                  | Clara Burel [Q]                      | 6-0, 6-2                             |
| Fondo de color indica un partido de la rama femenina |                                      |                                      |                                      |

### Día 7 (4 de septiembre)
- Cabezas de serie eliminados:
  - Individual masculino:  Daniil Medvédev [1],  Pablo Carreño [12]
  - Individual femenino:  Veronika Kudermetova [18],  Alison Riske [29]
  - Dobles masculino:  Simone Bolelli /  Fabio Fognini [15]
  - Dobles femenino:  Anna Danilina /  Beatriz Haddad Maia [8],  Asia Muhammad /  Ena Shibahara [9],  Alexa Guarachi /  Andreja Klepač [13],  Shuko Aoyama /  Chan Hao-ching [15]
  - Dobles mixto:  Desirae Krawczyk /  Neal Skupski [1]
- Orden de juego

| Partidos en los estadios principales                 | Partidos en los estadios principales      | Partidos en los estadios principales    | Partidos en los estadios principales |
| Partidos en el Arthur Ashe Stadium                   | Partidos en el Arthur Ashe Stadium        | Partidos en el Arthur Ashe Stadium      | Partidos en el Arthur Ashe Stadium   |
| Evento                                               | Ganador                                   | Perdedor                                | Marcador                             |
| ---------------------------------------------------- | ----------------------------------------- | --------------------------------------- | ------------------------------------ |
| Individual masculino - Cuarta ronda                  | Casper Ruud [5]                           | Corentin Moutet [LL]                    | 6-1, 6-2, 6-7(4-7), 6-2              |
| Individual femenino - Cuarta ronda                   | Cori Gauff [12]                           | Shuai Zhang                             | 7-5, 7-5                             |
| Individual masculino - Cuarta ronda                  | Nick Kyrgios [23]                         | Daniil Medvédev [1]                     | 7-6(13-11), 3-6, 6-3, 6-2            |
| Individual femenino - Cuarta ronda                   | Ons Jabeur [5]                            | Veronika Kudermetova [18]               | 7-6(7-1), 6-4                        |
| Partidos en el Louis Armstrong Stadium               |                                           |                                         |                                      |
| Evento                                               | Ganador                                   | Perdedor                                | Marcador                             |
| Individual masculino - Cuarta ronda                  | Matteo Berrettini [13]                    | Alejandro Davidovich                    | 3-6, 7-6(7-2), 6-3, 4-6, 6-2         |
| Individual femenino - Cuarta ronda                   | Caroline Garcia [17]                      | Alison Riske [29]                       | 6-4, 6-1                             |
| Individual masculino - Cuarta ronda                  | Karen Khachanov [27]                      | Pablo Carreño [12]                      | 4-6, 6-3, 6-1, 4-6, 6-3              |
| Individual femenino - Cuarta ronda                   | Ajla Tomljanović                          | Liudmila Samsonova                      | 7-6(10-8), 6-1                       |
| Partidos en el Grandstand                            |                                           |                                         |                                      |
| Evento                                               | Ganador                                   | Perdedor                                | Marcador                             |
| Dobles masculino - Tercera ronda                     | Marcelo Arévalo [3] Jean-Julien Rojer [3] | Quentin Halys Adrian Mannarino          | 6-4, 7-6(11-9)                       |
| Dobles masculino - Tercera ronda                     | Rajeev Ram [1] Joe Salisbury [1]          | Simone Bolelli [15] Fabio Fognini [15]  | 6-1, 7-5                             |
| Dobles femenino - Tercera ronda                      | Nicole Melichar [10] Ellen Perez [10]     | Anna Danilina [8] Beatriz Haddad Maia   | 6-3, 6-3                             |
| Dobles mixto - Segunda ronda                         | Shuai Zhang [2] Mate Pavić [2]            | Madison Keys [WC] Bjorn Fratangelo [WC] | 6-4, 6-2                             |
| Fondo de color indica un partido de la rama femenina |                                           |                                         |                                      |

### Día 8 (5 de septiembre)
- Cabezas de serie eliminados:
  - Individual masculino:  Rafael Nadal [2],  Cameron Norrie [7],  Marin Čilić [15]
  - Individual femenino:  Danielle Collins [19],  Victoria Azarenka [26]
  - Dobles masculino:  Tim Puetz /  Michael Venus [4],  Thanasi Kokkinakis /  Nick Kyrgios [8]
  - Dobles femenino:  Lyudmyla Kichenok /  Jeļena Ostapenko [4],  Yifan Xu /  Zhaoxuan Yang [7],  Marta Kostyuk /  Shuai Zhang [11]
- Orden de juego

| Partidos en los estadios principales                 | Partidos en los estadios principales          | Partidos en los estadios principales       | Partidos en los estadios principales |
| Partidos en el Arthur Ashe Stadium                   | Partidos en el Arthur Ashe Stadium            | Partidos en el Arthur Ashe Stadium         | Partidos en el Arthur Ashe Stadium   |
| Evento                                               | Ganador                                       | Perdedor                                   | Marcador                             |
| ---------------------------------------------------- | --------------------------------------------- | ------------------------------------------ | ------------------------------------ |
| Individual femenino - Cuarta ronda                   | Jessica Pegula [8]                            | Petra Kvitová [21]                         | 6-3, 6-2                             |
| Individual masculino - Cuarta ronda                  | Frances Tiafoe [22]                           | Rafael Nadal [2]                           | 6-4, 4-6, 6-4, 6-3                   |
| Individual femenino - Cuarta ronda                   | Aryna Sabalenka [6]                           | Danielle Collins [19]                      | 3-6, 6-3, 6-2                        |
| Individual masculino - Cuarta ronda                  | Carlos Alcaraz [3]                            | Marin Čilić [15]                           | 6-4, 3-6, 6-4, 4-6, 6-3              |
| Partidos en el Louis Armstrong Stadium               |                                               |                                            |                                      |
| Evento                                               | Ganador                                       | Perdedor                                   | Marcador                             |
| Individual masculino - Cuarta ronda                  | Andrey Rublev [9]                             | Cameron Norrie [7]                         | 6-4, 6-4, 6-4                        |
| Individual femenino - Cuarta ronda                   | Iga Świątek [1]                               | Jule Niemeier                              | 2-6, 6-4, 6-0                        |
| Individual femenino - Cuarta ronda                   | Karolína Plíšková [22]                        | Victoria Azarenka [26]                     | 7-5, 6-7(5-7), 6-2                   |
| Individual masculino - Cuarta ronda                  | Jannik Sinner [11]                            | Ilya Ivashka                               | 6-1, 5-7, 6-2, 4-6, 6-3              |
| Partidos en el Grandstand                            |                                               |                                            |                                      |
| Evento                                               | Ganador                                       | Perdedor                                   | Marcador                             |
| Dobles masculino - Tercera ronda                     | Juan Sebastián Cabal [13] Robert Farah [13]   | Tim Puetz [4] Michael Venus [4]            | 6-7(2-7), 6-4, 6-3                   |
| Dobles femenino - Tercera ronda                      | Caroline Garcia [14] Kristina Mladenovic [14] | Lyudmyla Kichenok [4] Jeļena Ostapenko [4] | 6-4, 6-2                             |
| Dobles masculino - Tercera ronda                     | Lloyd Glasspool [11] Harri Heliövaara [11]    | Thanasi Kokkinakis [8] Nick Kyrgios [8]    | 3-6, 7-6(8-6), 7-6(10-8)             |
| Dobles mixto - Cuartos de final                      | Shuai Zhang [2] Mate Pavić [2]                | Ena Shibahara Franko Škugor                | 7-6(7-5), 4-6, [10-3]                |
| Fondo de color indica un partido de la rama femenina |                                               |                                            |                                      |

### Día 9 (6 de septiembre)
- Cabezas de serie eliminados:
  - Individual masculino:  Matteo Berrettini [13],  Nick Kyrgios [23]
  - Individual femenino:  Cori Gauff [12]
  - Dobles masculino:  Nikola Mektić /  Mate Pavić [6],  Lloyd Glasspool /  Harri Heliövaara [11]
- Orden de juego

| Partidos en los estadios principales                 | Partidos en los estadios principales        | Partidos en los estadios principales       | Partidos en los estadios principales |
| Partidos en el Arthur Ashe Stadium                   | Partidos en el Arthur Ashe Stadium          | Partidos en el Arthur Ashe Stadium         | Partidos en el Arthur Ashe Stadium   |
| Evento                                               | Ganador                                     | Perdedor                                   | Marcador                             |
| ---------------------------------------------------- | ------------------------------------------- | ------------------------------------------ | ------------------------------------ |
| Individual masculino - Cuartos de final              | Casper Ruud [5]                             | Matteo Berrettini [13]                     | 6-1, 6-4, 7-6(7-4)                   |
| Individual femenino - Cuartos de final               | Ons Jabeur [5]                              | Ajla Tomljanović                           | 6-4, 7-6(7-4)                        |
| Individual femenino - Cuartos de final               | Caroline Garcia [17]                        | Cori Gauff [12]                            | 6-3, 6-4                             |
| Individual masculino - Cuartos de final              | Karen Khachanov [27]                        | Nick Kyrgios [23]                          | 7-5, 4-6, 7-5, 6-7(3-7), 6-4         |
| Partidos en el Louis Armstrong Stadium               |                                             |                                            |                                      |
| Evento                                               | Ganador                                     | Perdedor                                   | Marcador                             |
| Dobles masculino - Cuartos de final                  | Rajeev Ram [1] Joe Salisbury [1]            | Hugo Nys Jan Zieliński                     | 6-4, 6-7(3-7), 6-4                   |
| Dobles masculino - Cuartos de final                  | Wesley Koolhof [2] Neal Skupski [2]         | Marcelo Demoliner João Sousa               | 6-3, 6-1                             |
| Dobles femenino - Cuartos de final                   | Nicole Melichar [10] Ellen Perez [10]       | Kirsten Flipkens Sara Sorribes             | 6-7(5-7), 6-4, 6-4                   |
| Dobles masculino - Cuartos de final                  | Marcelo Arévalo [3] Jean-Julien Rojer [3]   | Nikola Mektić [6] Mate Pavić [6]           | 6-3, 6-4                             |
| Dobles masculino - Cuartos de final                  | Juan Sebastián Cabal [13] Robert Farah [13] | Lloyd Glasspool [11] Harri Heliövaara [11] | 7-6(7-5), 6-2                        |
| Fondo de color indica un partido de la rama femenina |                                             |                                            |                                      |

### Día 10 (7 de septiembre)
- Cabezas de serie eliminados:
  - Individual masculino:  Andrey Rublev [9],  Jannik Sinner [11]
  - Individual femenino:  Jessica Pegula [8],  Karolína Plíšková [22]
  - Dobles femenino:  Gabriela Dabrowski /  Giuliana Olmos [5],  Desirae Krawczyk /  Demi Schuurs [6],  Caroline Garcia /  Kristina Mladenovic [14]
  - Dobles mixto:  Shuai Zhang /  Mate Pavić [2]
- Orden de juego

| Partidos en los estadios principales                 | Partidos en los estadios principales          | Partidos en los estadios principales          | Partidos en los estadios principales |
| Partidos en el Arthur Ashe Stadium                   | Partidos en el Arthur Ashe Stadium            | Partidos en el Arthur Ashe Stadium            | Partidos en el Arthur Ashe Stadium   |
| Evento                                               | Ganador                                       | Perdedor                                      | Marcador                             |
| ---------------------------------------------------- | --------------------------------------------- | --------------------------------------------- | ------------------------------------ |
| Individual femenino - Cuartos de final               | Aryna Sabalenka [6]                           | Karolína Plíšková [22]                        | 6-1, 7-6(7-4)                        |
| Individual masculino - Cuartos de final              | Frances Tiafoe [22]                           | Andrey Rublev [9]                             | 7-6(7-3), 7-6(7-0), 6-4              |
| Individual femenino - Cuartos de final               | Iga Świątek [1]                               | Jessica Pegula [8]                            | 6-3, 7-6(7-4)                        |
| Individual masculino - Cuartos de final              | Carlos Alcaraz [3]                            | Jannik Sinner [11]                            | 6-3, 6-7(7-9), 6-7(0-7), 7-5, 6-3    |
| Partidos en el Louis Armstrong Stadium               |                                               |                                               |                                      |
| Evento                                               | Ganador                                       | Perdedor                                      | Marcador                             |
| Dobles femenino - Cuartos de final                   | Barbora Krejčíková [3] Kateřina Siniaková [3] | Gabriela Dabrowski [5] Giuliana Olmos [5]     | 6-3, 6-7(4-7), 6-3                   |
| Dobles femenino - Cuartos de final                   | Caroline Dolehide [12] Storm Sanders [12]     | Caroline Garcia [14] Kristina Mladenovic [14] | 6-3, 6-3                             |
| Dobles femenino - Cuartos de final                   | Caty McNally Taylor Townsend                  | Desirae Krawczyk [6] Demi Schuurs [6]         | 6-3, 6-1                             |
| Dobles mixto - Cuartos de final                      | Storm Sanders [4] John Peers [4]              | Leylah Fernandez Jack Sock                    | 7-5, 7-6(7-3)                        |
| Dobles mixto - Cuartos de final                      | Caty McNally [WC] William Blumberg [WC]       | Jeļena Ostapenko David Vega Hernández         | 7-6(10-8), 6-2                       |
| Fondo de color indica un partido de la rama femenina |                                               |                                               |                                      |

### Día 11 (8 de septiembre)
- Cabezas de serie eliminados:
  - Individual femenino:  Aryna Sabalenka [6],  Caroline Garcia [17]
  - Dobles masculino:  Marcelo Arévalo /  Jean-Julien Rojer [3],  Juan Sebastián Cabal /  Robert Farah [13]
  - Dobles femenino:  Nicole Melichar /  Ellen Perez [10]
- Orden de juego

| Partidos en los estadios principales                 | Partidos en los estadios principales          | Partidos en los estadios principales        | Partidos en los estadios principales |
| Partidos en el Arthur Ashe Stadium                   | Partidos en el Arthur Ashe Stadium            | Partidos en el Arthur Ashe Stadium          | Partidos en el Arthur Ashe Stadium   |
| Evento                                               | Ganador                                       | Perdedor                                    | Marcador                             |
| ---------------------------------------------------- | --------------------------------------------- | ------------------------------------------- | ------------------------------------ |
| Individual femenino - Semifinales                    | Ons Jabeur [5]                                | Caroline Garcia [17]                        | 6-1, 6-3                             |
| Individual femenino - Semifinales                    | Iga Świątek [1]                               | Aryna Sabalenka [6]                         | 3-6, 6-1, 6-4                        |
| Partidos en el Louis Armstrong Stadium               |                                               |                                             |                                      |
| Evento                                               | Ganador                                       | Perdedor                                    | Marcador                             |
| Dobles masculino - Semifinales                       | Rajeev Ram [1] Joe Salisbury [1]              | Juan Sebastián Cabal [13] Robert Farah [13] | 7-5, 4-6, 7-6(10-6)                  |
| Dobles masculino - Semifinales                       | Wesley Koolhof [2] Neal Skupski [2]           | Marcelo Arévalo [3] Jean-Julien Rojer [3]   | 6-4, 7-5                             |
| Dobles mixto - Semifinales                           | Storm Sanders [4] John Peers [4]              | Caty McNally [WC] William Blumberg [WC]     | 6-2, 6-7(5-7), [10-8]                |
| Dobles femenino - Semifinales                        | Barbora Krejčíková [3] Kateřina Siniaková [3] | Nicole Melichar [10] Ellen Perez [10]       | 6-3, 6-7(4-7), 6-3                   |
| Fondo de color indica un partido de la rama femenina |                                               |                                             |                                      |

### Día 12 (9 de septiembre)
- Cabezas de serie eliminados:
  - Individual masculino:  Frances Tiafoe [22],  Karen Khachanov [27]
  - Dobles masculino:  Wesley Koolhof /  Neal Skupski [2]
  - Dobles femenino:  Caroline Dolehide /  Storm Sanders [12]
- Orden de juego

| Partidos en los estadios principales                 | Partidos en los estadios principales | Partidos en los estadios principales | Partidos en los estadios principales |
| Partidos en el Arthur Ashe Stadium                   | Partidos en el Arthur Ashe Stadium   | Partidos en el Arthur Ashe Stadium   | Partidos en el Arthur Ashe Stadium   |
| Evento                                               | Ganador                              | Perdedor                             | Marcador                             |
| ---------------------------------------------------- | ------------------------------------ | ------------------------------------ | ------------------------------------ |
| Dobles masculino - Final                             | Rajeev Ram [1] Joe Salisbury [1]     | Wesley Koolhof [2] Neal Skupski [2]  | 7-6(7-4), 7-5                        |
| Individual masculino - Semifinales                   | Casper Ruud [5]                      | Karen Khachanov [27]                 | 7-6(7-5), 6-2, 5-7, 6-2              |
| Individual masculino - Semifinales                   | Carlos Alcaraz [3]                   | Frances Tiafoe [22]                  | 6-7(6-8), 6-3, 6-1, 6-7(5-7), 6-3    |
| Fondo de color indica un partido de la rama femenina |                                      |                                      |                                      |

### Día 13 (10 de septiembre)
- Cabezas de serie eliminados:
  - Individual femenino:  Ons Jabeur [5]
- Orden de juego

| Partidos en los estadios principales                 | Partidos en los estadios principales | Partidos en los estadios principales    | Partidos en los estadios principales |
| Partidos en el Arthur Ashe Stadium                   | Partidos en el Arthur Ashe Stadium   | Partidos en el Arthur Ashe Stadium      | Partidos en el Arthur Ashe Stadium   |
| Evento                                               | Ganador                              | Perdedor                                | Marcador                             |
| ---------------------------------------------------- | ------------------------------------ | --------------------------------------- | ------------------------------------ |
| Dobles mixto - Final                                 | Storm Sanders [4] John Peers [4]     | Kirsten Flipkens Édouard Roger-Vasselin | 4-6, 6-4, [10-7]                     |
| Individual femenino - Final                          | Iga Świątek [1]                      | Ons Jabeur [5]                          | 6-2, 7-6(7-5)                        |
| Fondo de color indica un partido de la rama femenina |                                      |                                         |                                      |

### Día 14 (11 de septiembre)
- Cabezas de serie eliminados:
  - Individual masculino:  Casper Ruud [5]
- Orden de juego

| Partidos en los estadios principales                 | Partidos en los estadios principales          | Partidos en los estadios principales | Partidos en los estadios principales |
| Partidos en el Arthur Ashe Stadium                   | Partidos en el Arthur Ashe Stadium            | Partidos en el Arthur Ashe Stadium   | Partidos en el Arthur Ashe Stadium   |
| Evento                                               | Ganador                                       | Perdedor                             | Marcador                             |
| ---------------------------------------------------- | --------------------------------------------- | ------------------------------------ | ------------------------------------ |
| Dobles femenino - Final                              | Barbora Krejčíková [3] Kateřina Siniaková [3] | Caty McNally Taylor Townsend         | 3-6, 7-5, 6-1                        |
| Individual masculino - Final                         | Carlos Alcaraz [3]                            | Casper Ruud [5]                      | 6-4, 2-6, 7-6(7-1), 6-3              |
| Fondo de color indica un partido de la rama femenina |                                               |                                      |                                      |

## Cabezas de serie
Los siguientes son los jugadores cabezas de serie. Los cabezas de serie reales se basarán en las clasificaciones de la ATP y WTA a partir del 22 de agosto de 2022. La clasificación y los puntos corresponden al 29 de agosto de 2022.

### Individual masculino
| N.º | Clasif | Jugador                 | Puntos | Puntos por defender | Puntos ganados | Nuevos puntos | Ronda hasta la que avanzó en el torneo             |
| --- | ------ | ----------------------- | ------ | ------------------- | -------------- | ------------- | -------------------------------------------------- |
| 1   | 1      | Daniil Medvédev         | 6885   | 2000                | 180            | 5065          | Cuarta ronda, perdió ante Nick Kyrgios [23]        |
| 2   | 3      | Rafael Nadal            | 5630   | 0                   | 180            | 5810          | Cuarta ronda, perdió ante Frances Tiafoe [22]      |
| 3   | 4      | Carlos Alcaraz          | 5100   | 360                 | 2000           | 6740          | Campeón, venció a Casper Ruud [5]                  |
| 4   | 5      | Stefanos Tsitsipas      | 4890   | 90                  | 10             | 4810          | Primera ronda, perdió ante Daniel Elahi Galán [Q]  |
| 5   | 7      | Casper Ruud             | 4695   | 45                  | 1200           | 5850          | Final, perdió ante Carlos Alcaraz [3]              |
| 6   | 8      | Félix Auger-Aliassime   | 3625   | 720                 | 45             | 2950          | Segunda ronda, perdió ante Jack Draper             |
| 7   | 9      | Cameron Norrie          | 3415   | (45)                | 180            | 3550          | Cuarta ronda, perdió ante Andrey Rublev [9]        |
| 8   | 10     | Hubert Hurkacz          | 3355   | 45                  | 45             | 3355          | Segunda ronda, perdió ante Ilya Ivashka            |
| 9   | 11     | Andrey Rublev           | 3120   | 90                  | 360            | 3390          | Cuartos de final, perdió ante Frances Tiafoe [22]  |
| 10  | 12     | Taylor Fritz            | 3090   | 45                  | 10             | 3055          | Primera ronda, perdió ante Brandon Holt [Q]        |
| 11  | 13     | Jannik Sinner           | 3020   | 180                 | 360            | 3200          | Cuartos de final, perdió ante Carlos Alcaraz [3]   |
| 12  | 15     | Pablo Carreño           | 2340   | 10                  | 180            | 2510          | Cuarta ronda, perdió ante Karen Khachanov [27]     |
| 13  | 14     | Matteo Berrettini       | 2360   | 360                 | 360            | 2360          | Cuartos de final, perdió ante Casper Ruud [5]      |
| 14  | 16     | Diego Schwartzman       | 2200   | 180                 | 90             | 2110          | Tercera ronda, perdió ante Frances Tiafoe [22]     |
| 15  | 17     | Marin Čilić             | 2175   | 10                  | 180            | 2345          | Cuarta ronda, perdió ante Carlos Alcaraz [3]       |
| 16  | 18     | Roberto Bautista        | 1840   | 90                  | 10             | 1760          | Primera ronda, perdió ante Jeffrey John Wolf [WC]  |
| 17  | 19     | Grigor Dimitrov         | 1730   | 45                  | 45             | 1730          | Segunda ronda, perdió ante Brandon Nakashima       |
| 18  | 20     | Álex de Miñaur          | 1665   | 10                  | 90             | 1745          | Tercera ronda, perdió ante Pablo Carreño [12]      |
| 19  | 21     | Denis Shapovalov        | 1640   | 90                  | 90             | 1640          | Tercera ronda, perdió ante Andrey Rublev [9]       |
| 20  | 23     | Daniel Evans            | 1510   | 180                 | 90             | 1420          | Tercera ronda, perdió ante Marin Čilić [15]        |
| 21  | 22     | Botic van de Zandschulp | 1573   | 385                 | 45             | 1233          | Segunda ronda, perdió ante Corentin Moutet [LL]    |
| 22  | 26     | Frances Tiafoe          | 1400   | 180                 | 720            | 1940          | Semifinales, perdió ante Carlos Alcaraz [3]        |
| 23  | 25     | Nick Kyrgios            | 1430   | 10                  | 360            | 1780          | Cuartos de final, perdió ante Karen Khachanov [27] |
| 24  | 27     | Francisco Cerúndolo     | 1400   | 16                  | 10             | 1394          | Primera ronda, perdió ante Andy Murray             |
| 25  | 29     | Borna Ćorić             | 1360   | 0                   | 45             | 1405          | Segunda ronda, perdió ante Jenson Brooksby         |
| 26  | 30     | Lorenzo Musetti         | 1322   | 45                  | 90             | 1367          | Tercera ronda, perdió ante Ilya Ivashka            |
| 27  | 31     | Karen Khachanov         | 1315   | (45)                | 720            | 1990          | Semifinales, perdió ante Casper Ruud [5]           |
| 28  | 33     | Holger Rune             | 1310   | 35                  | 90             | 1365          | Tercera ronda, perdió ante Cameron Norrie [7]      |
| 29  | 34     | Tommy Paul              | 1305   | (20)                | 90             | 1375          | Tercera ronda, perdió ante Casper Ruud [5]         |
| 30  | 32     | Maxime Cressy           | 1313   | 70                  | 10             | 1253          | Primera ronda, se retiró ante Márton Fucsovics     |
| 31  | 35     | Nikoloz Basilashvili    | 1290   | 90                  | 10             | 1210          | Primera ronda, perdió ante Yibing Wu [Q]           |
| 32  | 36     | Miomir Kecmanović       | 1245   | 10                  | 45             | 1280          | Segunda ronda, perdió ante Richard Gasquet         |

#### Bajas masculinas notables
| Clasif | Jugador          | Puntos | Puntos por defender | Puntos ganados | Nuevos puntos | Motivo                                          |
| ------ | ---------------- | ------ | ------------------- | -------------- | ------------- | ----------------------------------------------- |
| 2      | Alexander Zverev | 5760   | 720                 | 0              | 5040          | Lesión en el tobillo.                           |
| 6      | Novak Djokovic   | 4770   | 1200                | 0              | 3570          | Incumplimiento de los requisitos de vacunación. |
| 24     | Gaël Monfils     | 1435   | 90                  | 0              | 1345          | Lesión en el pie.                               |
| 28     | Reilly Opelka    | 1365   | 180                 | 0              | 1185          | Decisión voluntaria.                            |

### Individual femenino
| N.º | Clasif | Jugadora              | Puntos | Puntos por defender | Puntos ganados | Nuevos puntos | Ronda hasta la que avanzó en el torneo             |
| --- | ------ | --------------------- | ------ | ------------------- | -------------- | ------------- | -------------------------------------------------- |
| 1   | 1      | Iga Świątek           | 8605   | 240                 | 2000           | 10365         | Campeona, venció a Ons Jabeur [5]                  |
| 2   | 2      | Anett Kontaveit       | 4360   | 130                 | 70             | 4300          | Segunda ronda, perdió ante Serena Williams [PR]    |
| 3   | 3      | Maria Sakkari         | 4190   | 780                 | 70             | 3480          | Segunda ronda, perdió ante Xiyu Wang               |
| 4   | 4      | Paula Badosa          | 3980   | 70                  | 70             | 3980          | Segunda ronda, perdió ante Petra Martić            |
| 5   | 5      | Ons Jabeur            | 3920   | 130                 | 1300           | 5090          | Final, perdió ante Iga Świątek [1]                 |
| 6   | 6      | Aryna Sabalenka       | 3470   | 780                 | 780            | 3470          | Semifinales, perdió ante Iga Świątek [1]           |
| 7   | 7      | Simona Halep          | 3255   | 240                 | 10             | 3025          | Primera ronda, perdió ante Daria Snigur [Q]        |
| 8   | 8      | Jessica Pegula        | 3201   | 130                 | 430            | 3501          | Cuartos de final, perdió ante Iga Świątek [1]      |
| 9   | 10     | Garbiñe Muguruza      | 2886   | 240                 | 130            | 2776          | Tercera ronda, perdió ante Petra Kvitová [21]      |
| 10  | 9      | Daria Kasátkina       | 3015   | 130                 | 10             | 2895          | Primera ronda, perdió ante Harriet Dart            |
| 11  | 11     | Emma Raducanu         | 2756   | 2040                | 10             | 726           | Primera ronda, perdió ante Alizé Cornet            |
| 12  | 12     | Cori Gauff            | 2687   | 70                  | 430            | 3047          | Cuartos de final, perdió ante Caroline Garcia [17] |
| 13  | 13     | Belinda Bencic        | 2635   | 430                 | 130            | 2335          | Tercera ronda, perdió ante Karolína Plíšková [22]  |
| 14  | 14     | Leylah Fernandez      | 2540   | 1300                | 70             | 1310          | Segunda ronda, perdió ante Liudmila Samsonova      |
| 15  | 15     | Beatriz Haddad Maia   | 2317   | (96+96)             | 70+43          | 2238          | Segunda ronda, perdió ante Bianca Andreescu        |
| 16  | 16     | Jeļena Ostapenko      | 2316   | (1)                 | 10             | 2325          | Primera ronda, perdió ante Qinwen Zheng            |
| 17  | 17     | Caroline Garcia       | 2220   | 70                  | 780            | 2930          | Semifinales, perdió ante Ons Jabeur [5]            |
| 18  | 18     | Veronika Kudermétova  | 2206   | 10                  | 240            | 2436          | Cuarta ronda, perdió ante Ons Jabeur [5]           |
| 19  | 19     | Danielle Collins      | 2167   | 130                 | 240            | 2277          | Cuarta ronda, perdió ante Aryna Sabalenka [6]      |
| 20  | 20     | Madison Keys          | 2128   | 10                  | 130            | 2248          | Tercera ronda, perdió ante Coco Gauff [12]         |
| 21  | 21     | Petra Kvitová         | 2077   | 130                 | 240            | 2187          | Cuarta ronda, perdió ante Jessica Pegula [8]       |
| 22  | 22     | Karolína Plíšková     | 2007   | 430                 | 430            | 2007          | Cuartos de final, perdió ante Aryna Sabalenka [6]  |
| 23  | 23     | Barbora Krejčiková    | 2003   | 430                 | 70             | 1643          | Segunda ronda, perdió ante Aleksandra Krunić       |
| 24  | 24     | Amanda Anisimova      | 1900   | 70                  | 10             | 1840          | Primera ronda, perdió ante Yúliya Putíntseva       |
| 25  | 25     | Elena Rybakina        | 1850   | 130                 | 10             | 1730          | Primera ronda, perdió ante Clara Burel [Q]         |
| 26  | 26     | Victoria Azarenka     | 1841   | 130                 | 240            | 1951          | Cuarta ronda, perdió ante Karolína Plíšková [22]   |
| 27  | 27     | Martina Trevisan      | 1771   | 70+95               | 10+20          | 1636          | Primera ronda, perdió ante Evguenia Ródina [PR]    |
| 28  | 28     | Ekaterina Alexandrova | 1750   | 70                  | 70             | 1750          | Segunda ronda, perdió ante Lauren Davis            |
| 29  | 29     | Alison Riske          | 1525   | 10                  | 240            | 1755          | Cuarta ronda, perdió ante Caroline Garcia          |
| 30  | 30     | Jil Teichmann         | 1517   | 70                  | 10             | 1457          | Primera ronda, perdió ante Shuai Zhang             |
| 31  | 31     | Shelby Rogers         | 1516   | 240                 | 130            | 1406          | Tercera ronda, perdió ante Ons Jabeur [5]          |
| 32  | 33     | Elise Mertens         | 1435   | 240                 | 10             | 1205          | Primera ronda, perdió ante Irina-Camelia Begu      |

## Cabezas de serie dobles
| Jugadores            | Jugadores              | Clasif | N.º |
| -------------------- | ---------------------- | ------ | --- |
| Rajeev Ram           | Joe Salisbury          | 3      | 1   |
| Wesley Koolhof       | Neal Skupski           | 7      | 2   |
| Marcelo Arévalo      | Jean-Julien Rojer      | 11     | 3   |
| Tim Puetz            | Michael Venus          | 15     | 4   |
| Marcel Granollers    | Horacio Zeballos       | 20     | 5   |
| Nikola Mektić        | Mate Pavić             | 25     | 6   |
| Ivan Dodig           | Austin Krajicek        | 40     | 7   |
| Thanasi Kokkinakis   | Nick Kyrgios           | 41     | 8   |
| Rohan Bopanna        | Matwé Middelkoop       | 41     | 9   |
| Jamie Murray         | Bruno Soares           | 48     | 10  |
| Lloyd Glasspool      | Harri Heliövaara       | 49     | 11  |
| Kevin Krawietz       | Andreas Mies           | 51     | 12  |
| Juan Sebastián Cabal | Robert Farah           | 60     | 13  |
| Santiago González    | Andrés Molteni         | 64     | 14  |
| Simone Bolelli       | Fabio Fognini          | 66     | 15  |
| Nicolas Mahut        | Édouard Roger-Vasselin | 67     | 16  |

| Jugadoras            | Jugadoras           | N.º |
| -------------------- | ------------------- | --- |
| Veronika Kudermetova | Elise Mertens       | 1   |
| Cori Gauff           | Jessica Pegula      | 2   |
| Barbora Krejčíková   | Kateřina Siniaková  | 3   |
| Lyudmyla Kichenok    | Jeļena Ostapenko    | 4   |
| Gabriela Dabrowski   | Giuliana Olmos      | 5   |
| Desirae Krawczyk     | Demi Schuurs        | 6   |
| Xu Yifan             | Zhaoxuan Yang       | 7   |
| Anna Danilina        | Beatriz Haddad Maia | 8   |
| Asia Muhammad        | Ena Shibahara       | 9   |
| Nicole Melichar      | Ellen Perez         | 10  |
| Marta Kostyuk        | Shuai Zhang         | 11  |
| Caroline Dolehide    | Storm Sanders       | 12  |
| Alexa Guarachi       | Andreja Klepač      | 13  |
| Caroline Garcia      | Kristina Mladenovic | 14  |
| Shuko Aoyama         | Chan Hao-ching      | 15  |
| Alicja Rosolska      | Erin Routliffe      | 16  |

### Dobles mixto
| Jugadores        | Jugadores        | N.º |
| ---------------- | ---------------- | --- |
| Desirae Krawczyk | Neal Skupski     | 1   |
| Shuai Zhang      | Mate Pavić       | 2   |
| Giuliana Olmos   | Marcelo Arévalo  | 3   |
| Storm Sanders    | John Peers       | 4   |
| Jessica Pegula   | Austin Krajicek  | 5   |
| Zhaoxuan Yang    | Rohan Bopanna    | 6   |
| Ellen Perez      | Michael Venus    | 7   |
| Demi Schuurs     | Matwé Middelkoop | 8   |

## Invitados
| - Rinky Hijikata - Ugo Humbert - Emilio Nava - Sam Querrey - Ben Shelton - Learner Tien - Dominic Thiem - Jeffrey John Wolf | - Jaimee Fourlis - Sofia Kenin - Elizabeth Mandlik - Peyton Stearns - Harmony Tan - Coco Vandeweghe - Venus Williams - Eleana Yu |

| - Christopher Eubanks / Ben Shelton - Robert Galloway / Alex Lawson - Nicholas Godsick / Ethan Quinn - Sebastian Gorzny / Alex Michelsen - Brandon Holt / Govind Nanda - Nicholas Monroe / Keegan Smith - Hunter Reese / Max Schnur | - Hailey Baptiste / Whitney Osuigwe - Reese Brantmeier / Clervie Ngounoue - Sophie Chang / Angela Kulikov - Ashlyn Krueger / Peyton Stearns - Elizabeth Mandlik / Katrina Scott - Robin Montgomery / Coco Vandeweghe - Serena Williams / Venus Williams |

### Dobles mixto
- Louisa Chirico /  Bradley Klahn
- Jaeda Daniel /  Richard Ciamarra
- Catherine Harrison /  Robert Galloway
- Madison Keys /  Bjorn Fratangelo
- Caty McNally /  William Blumberg
- Robin Montgomery /  Nicholas Monroe
- Alycia Parks /  Christopher Eubanks
- Bernarda Pera /  Jackson Withrow

## Clasificación
Las competiciones clasificatorias tuvieron lugar en el Centro Nacional de Tenis USTA Billie Jean King del 23 al 26 de agosto de 2022.
| 1. Enzo Couacaud 2. Daniel Elahi Galán 3. Gijs Brouwer 4. Federico Delbonis 5. Christopher Eubanks 6. Tomáš Macháč 7. Nuno Borges 8. Facundo Bagnis 9. Zhizhen Zhang 10. Alexander Ritschard 11. Yibing Wu 12. Pavel Kotov 13. Norbert Gomboš 14. Brandon Holt 15. Maximilian Marterer 16. Nicolás Jarry | 1. Fernanda Contreras 2. Cristina Bucșa 3. Léolia Jeanjean 4. Linda Nosková 5. Viktorija Golubic 6. Erika Andreeva 7. Clara Burel 8. Viktória Kužmová 9. Elisabetta Cocciaretto 10. Elina Avanesyan 11. Daria Snigur 12. Linda Fruhvirtová 13. Yue Yuan 14. Sára Bejlek 15. Catherine Harrison 16. Ashlyn Krueger |

## Campeones defensores
| Evento                      | Campeones de 2021               | Campeones de 2022                     |
| --------------------------- | ------------------------------- | ------------------------------------- |
| Individual masculino        | Daniil Medvédev                 | Carlos Alcaraz                        |
| Individual femenino         | Emma Raducanu                   | Iga Świątek                           |
| Dobles masculino            | Rajeev Ram Joe Salisbury        | Rajeev Ram Joe Salisbury              |
| Dobles femenino             | Samantha Stosur Shuai Zhang     | Barbora Krejčíková Kateřina Siniaková |
| Dobles mixto                | Desirae Krawczyk Joe Salisbury  | Storm Sanders John Peers              |
| Individual júnior masculino | Daniel Rincón                   | Martín Landaluce                      |
| Individual júnior femenino  | Robin Montgomery                | Alexandra Eala                        |
| Dobles júnior masculino     | Max Westphal Coleman Wong       | Ozan Baris Nishesh Basavareddy        |
| Dobles júnior femenino      | Ashlyn Krueger Robin Montgomery | Lucie Havlíčková Diana Shnaider       |

## Campeones

### Sénior

#### Individual masculino
Carlos Alcaraz venció a  Casper Ruud por 6-4, 2-6, 7-6(7-1), 6-3

#### Individual femenino
Iga Świątek venció a  Ons Jabeur por 6-2, 7-6(7-5)

#### Dobles masculino
Rajeev Ram /  Joe Salisbury vencieron a  Wesley Koolhof /  Neal Skupski por 7-6(7-4), 7-5

#### Dobles femenino
Barbora Krejčiková /  Kateřina Siniaková vencieron a  Caty McNally /  Taylor Townsend por 3-6, 7-5, 6-1

#### Dobles mixto
Storm Sanders /  John Peers vencieron a  Kirsten Flipkens /  Édouard Roger-Vasselin por 4-6, 6-4, [10-7]

### Júnior

#### Individual masculino
Martín Landaluce venció a  Gilles Arnaud Bailly por 7-6(7-3), 5-7, 6-2

#### Individual femenino
Alexandra Eala venció a  Lucie Havlíčková por 6-2, 6-4

#### Dobles masculinos
Ozan Baris /  Nishesh Basavareddy vencieron a  Dylan Dietrich /  Juan Carlos Prado por 6-1, 6-1

#### Dobles femeninos
Lucie Havlíčková /  Diana Shnaider vencieron a  Carolina Kuhl /  Ella Seidel por 6-3, 6-2

### Silla de ruedas

#### Individual masculino
Alfie Hewett venció a  Shingo Kunieda por 7-6(7-2), 6-1

#### Individual femenino
Diede de Groot venció a  Yui Kamiji por 3-6, 6-1, 6-1

#### Dobles masculino
Martin de la Puente /  Nicolas Peifer vencieron a  Alfie Hewett /  Gordon Reid por 4-6, 7-5, [10-6]

#### Dobles femenino
Diede de Groot /  Aniek Van Koot vencieron a  Yui Kamiji /  Kgothatso Montjane por 6-2, 6-2

#### Individual Quad
Niels Vink venció a  Sam Schröder por 7-5, 6-3

#### Dobles Quad
Sam Schröder /  Niels Vink vencieron a  Robert Shaw /  David Wagner por 6-1, 6-2